# J To Tha L-O! The Remixes
Albums de Jennifer Lopez
J. Lo This Is Me... Then
Singles
1. I'm Real (Murder Remix)
Sortie : 12 octobre 2001
2. Ain't It Funny (Murder Remix)
Sortie : 7 janvier 2002
3. I’m Gonna Be Alright (Track Masters Remix)
Sortie : 20 avril 2002
4. Alive
Sortie : 1 mai 2002

J To Tha L-O! The Remixes est le premier album de remixes de la chanteuse Jennifer Lopez, sorti en 2002 chez Epic Records. Il s'est vendu à ce jour à plus de 2 500 000 d'exemplaires à travers le monde et en fait le troisième album de remixes le plus vendu de tous les temps derrière celui de Michael Jackson et Madonna.

## Liste des pistes
| #   | Titre                                                      | Auteurs                                                                                        | Durée    |
| --- | ---------------------------------------------------------- | ---------------------------------------------------------------------------------------------- | -------- |
| 1.  | Love Don't Cost A Thing RJ Schoolyard Mix feat. Fat Joe    | Auteur(s): R. Harrison, J. Brown                                                               | 3 min 45 |
| 2.  | Ain't It Funny Murder Remix feat. Ja Rule and Cadillac Tah | Auteur(s): R. Jerkins, D. Thomas, F. Jerkins III, H. Diaz                                      | 4 min 05 |
| 3.  | I'm Gonna Be Alright Track Masters Remix                   | Auteur(s): G. Christopher, G. Bruno, M. Riddick, J. Cartagena, C. Rooney, L. Troutman, W. Beck | 4 min 32 |
| 4.  | I'm Real Murder Remix feat. Ja Rule                        | Auteur(s): R. Harrison, D. A. Churchill, H. Fuqua, K. L. Hawkins                               | 3 min 49 |
| 5.  | Walking On Sunshine Metro Remix                            | Auteur(s): J. Lopez, T. Kelley, B. Robinson, C. Rooney                                         | 4 min 06 |
| 6.  | If You Had My Love Dark Child Master Mix                   | Auteur(s): R. Jerkins, F. Jerkins III, D. Thomas, L. Daniels, A. Pearce                        | 3 min 57 |
| 7.  | Feelin' So Good Bad Boy Remix feat. P. Diddy and G. Dep    | Auteur(s): A. Patton, A. Hall, C. Rooney                                                       | 3 min 22 |
| 8.  | Let's Get Loud Pablo Flores Remix                          | Auteur(s): R. "Big Bert" Smith, B. English, B. Norwood                                         | 4 min 03 |
| 9.  | Play Sack International Remix                              | Auteur(s): T. Kelley, B. Robinson, C. Rooney                                                   | 3 min 42 |
| 10. | Waiting For Tonight Hex's Momentous Radio Mix              | Auteur(s): W. Millsap, C. Nelson, T. Mosley                                                    | 4 min 18 |
| 11. | Alive Album Version                                        | Auteur(s): J.Lopez, M. Anthony, C. Rooney                                                      | 4 min 44 |
| 12. | Si Ya Se Acabo Radio Remix                                 | Auteur(s): R. Harrison, J. Brown                                                               | 3 min 50 |
| 13. | Que Ironia (Ain't It Funny) Tropical Dance Remix           | Auteur(s): R. Harrison, J. Brown                                                               | 3 min 50 |
| 14. | Una Noche Mas Pablo's Miami Mix Radio Edit                 | Auteur(s): R. Harrison, J. Brown                                                               | 3 min 50 |
| 15. | No Me Ames (Duet with Marc Anthony) Tropical Remix         | Auteur(s): R. Harrison, J. Brown                                                               | 3 min 50 |